# Епархия Пресвятой Девы Марии Ливанской в Сан-Паулу
Епархия Пресвятой Девы Марии Ливанской в Сан-Паулу (лат. Eparchia Dominae Nostrae Libanensis Sancti Pauli Maronitarum) — епархия Маронитской католической церкви с центром в городе Сан-Паулу, Бразилия. Епархия Пресвятой Девы Марии Ливанской в Сан-Паулу объединяет верующих маронитского обряда, проживающих на всей территории Бразилии. Кафедральным собором епархии Пресвятой Девы Марии Ливанской в Сан-Паулу является церковь Пресвятой Девы Марии Ливанской в городе Сан-Паулу.

## История
29 ноября 1951 года Святой Престол учредил епархию Пресвятой Девы Марии Ливанской в Сан-Паулу, выделив её из Ординариата Бразилии для верных восточного обряда.

## Ординарии епархии
- епископ João (Jean) Chedid OMM[1] (29.11.1971 — 9.06.1990);
- епископ Joseph Mahfouz (9.06.1990 — 14.10.2006);
- епископ Edgar Madi (14.10.2006 — по настоящее время).

## Источник
- Annuario Pontificio, Libreria Editrice Vaticana, Città del Vaticano, 2003, ISBN 88-209-7422-3